# David Cuevas
David Cuevas (Ciudad Real, 15 de agosto de 1982) es un periodista, escritor, locutor y músico español que ha dirigido varios proyectos radiofónicos, además de colaborador de diferentes medios especializados.

## Reseña biográfica
David Cuevas (Ciudad Real, 1982) es licenciado en Ciencias de la Información por la Universidad Complutense de Madrid. Dirigió, entre otros, los programas de radio Dimensión Límite, La Sombra del Espejo, La Música de las Esferas y Somos Series. También fue productor de OVNI en Podium Podcast y El Dragón Invisible en Radio Castilla-La Mancha, así como colaborador de Poniendo las Calles (COPE). Asesoró las películas Luces rojas y Emergo, ambas escritas por Rodrigo Cortés. Actualmente dirige el podcast Expediente DL (Ivoox) y colabora en Espacio en Blanco (Radio Nacional de España) y El Centinela del Misterio (Metropolitan Radio).
Es, además, autor de los libros Dossier de lo insólito (Luciérnaga), OVNIs: Paradigma del Absurdo (Oblicuas), Ella sonrió para que tú no llores (Cydonia), Los sin rostro (Luciérnaga), Toni Peret y sus herman@s en el ritmo (Applehead), Inexplicado (Luciérnaga, 2024) y coordinador del ensayo benéfico Hay otros mundos, pero están en este (Cydonia), así como colaborador de medios escritos como Año/Cero, Más Allá, Enigmas, El Ojo Crítico, El Caso, El Español y El Mundo, entre otros.

## Trayectoria
Ha trabajado como redactor y reportero en la agencia de noticias Servimedia, así como en la revista internacional Año/Cero. Lleva inmerso en el mundo de la radio y la producción musical desde hace casi 20 años, dirigiendo, presentando y colaborando en diversos programas hasta hoy, así como realizando jingles musicales y cuñas publicitarias para medios como Cadena Ser, Onda Cero y Cadena COPE.
Ha colaborado en la realización de documentales y asesorado las películas "Luces rojas" (Rodrigo Cortés, 2012) y "Emergo" (Carles Torrens, 2011). Ha escrito varios artículos para el diario El Mundo.
También ha publicado en las revistas Enigmas, Año/Cero y Más Allá; participado en varios congresos, simposios y jornadas de temáticas relacionadas con lo heterodoxo; e intervenido en programas como Espacio en Blanco o La Rosa de los Vientos; así como en boletines, portales y revistas como Enigmas Express, El Ojo Crítico, Mundo Parapsicológico, Al Otro Lado, Phenomenon, Nexus 2012, Extrañología, Misterios, Clave 7, Revista de Ufología, Candil Insólito o FDM: La Revista Digital; además de haber realizado cientos de entrevistas a testigos de fenómenos extraños, investigadores, especialistas y divulgadores del mundo del misterio.
Fue director del programa de radio La Sombra del Espejo, realizando hasta 105 emisiones entre enero de 2006 y julio de 2009. Programa que fue galardonado como "Mejor programa de misterio" por http://www.edenex.es (enlace roto disponible en Internet Archive; véase el historial, la primera versión y la última).. Además, durante 2010 presentó y dirigió, junto a Juanma Criado, un pódcast dedicado a las músicas del misterio, de nombre La Música de las Esferas.
Es también coordinador y creador, en junio de 2010, junio de 2011 y julio de 2013 de las tres multitudinarias Alertas OVNI de Foros y Radios del Misterio, así como de la I Semana Solidaria del Misterio y las I Jornadas Solidarias del Misterio que tuvieron lugar en Azuqueca de Henares (Guadalajara) en abril de 2011, recaudando 6.350 euros destinados a adquirir tratamientos nutricionales terapéuticos completos para niños desnutridos de Níger (África). También organizó el I Congreso Solidario de los ovnis que tuvo lugar en el Hotel Tryp Guadalajara el 11 de febrero de 2012, al que asistieron más de 200 personas y en el que se recaudaron más de 650 libros para abastecer bibliotecas orientadas a jóvenes y niños de Guatemala (América Central). Es, además, el responsable de las I Jornadas Solidarias de Parapsicología: Ciencia e Historia, en la que médicos, psicólogos y profesores universitarios debatieron sobre la investigación en parapsicología los 6 y 7 de abril de 2013, también en el Hotel Tryp Guadalajara. Unas jornadas, estas últimas, en las que se recaudaron unos 250 kilos de comida, 80 litros de leche y 35 litros de aceite para que la ONG Mensajeros de la paz lo repartiera entre los más necesitados. También organizó las II Jornadas Solidarias del Misterio los días 23, 24 y 25 de mayo de 2014, en las que se recaudaron cientos de kilos de comida no perecedera para la ONG “Banco de alimentos de Madrid”.
Es el creador, coordinador y coautor del libro Hay otros mundos, pero están en este (Ediciones Cydonia, 2013), cuyo 15% de su venta va destinada al fondo de emergencia de la ONG Médicos sin fronteras y en el que 40 autores publican ensayos de investigación y divulgación. También es autor del libro Dossier de lo insólito, publicado por Luciérnaga (Grupo Planeta) el 31 de mayo de 2016., así como de "Ovnis: Paradigma del Absurdo", publicado por Ediciones Oblicuas el 22 de abril de 2017. y "Ella sonrió para que tú no llores", publicado por Cydonia en octubre de 2020. Ha sido también director y presentador del magazine diario "A todo Guadalajara de Verano" en esRadio Guadalajara durante el verano de 2011 y fue galardonado, en octubre de 2011, por el grupo SIPE de investigaciones parapsicológicas y exobiológicas, en reconocimiento a su labor de investigación y divulgación. Además, fue parte del equipo del programa de TV "Rastreadores de Misterios" que se emitió en Telemadrid, así como director y presentador, desde diciembre de 2009 hasta julio de 2013, del programa de radio Dimensión Límite, que emitió 130 programas entre RK20 (2009-2011) y varias emisoras asociadas a esRadio (2011-2013). Programa que, además, fue galardonado en mayo de 2013 por el grupo SIPE de investigaciones parapsicológicas y exobiológicas, en especial reconocimiento a su labor divulgativa. También colaboró, durante el verano de 2017, en el programa "Julia en la Onda" de Onda Cero.
Además, desde 2013 es miembro del equipo del programa de radio “Espacio en Blanco” de Radio Nacional de España y fue, entre abril y mayo de 2016, redactor del semanario El Caso. También fue colaborador de "Poniendo las calles"  de Cadena COPE y "Noche de Misterios" de Radio Marca, así como director del programa de radio "Somos Series" (Eres Radio) dedicado al mundo de las series de televisión, y productor/coordinador de la serie documental "O.V.N.I" de Podium Podcast (Grupo Prisa).

### Etapa musical
Con tan solo 15 años, en 1997, inicia su andadura en programas de música dance con “Más allá de la música”, su primer proyecto para radio realizado en una pequeña emisora local sevillana llamada Radio Limam. A partir de entonces, no ha parado en estas lides. Dirigió los programas musicales "Aula sonora" y “Viaja con la música” (Radio Complutense, 2002), “La Frecuencia Electrónica” (Radio Azuqueca, 2005), “Recuerdos del Futuro” (Trance FM, 2006) o “La Música de las Esferas” (Radio Edenex, 2010).
Asimismo, ha colaborado en programas radiofónicos como "Área Disco" (Onda Verde Valladolid, 2001), “Dj Manía” (Canal Fiesta Radio, 2002), "La Ruta Digital" (OK Radio Valencia, 2003), “La Hora Cero" (Evolution FM y Fórmula Hit, 2006), Ogymusic (HMS Radio, 2011); o los mítico “Danzad Benditos” (R.K.20, 2008) de Miguel Ángel Castilla e "It's Your Time" (varias emisoras) de Toni Peret, en el cual colaboró en su producción y presentación desde enero de 2011 hasta julio de 2016.
Además, ha ejercido de Dj en varias ocasiones y formó su propio grupo de música electrónica con 15 años junto a José María Jiménez. El nombre de dicha formación fue Dance 2 Work y sus maquetas sonaron en varias emisoras locales de Sevilla así como en Canal Fiesta Radio (la cadena musical de Canal Sur Radio). Tras mudarse de Sevilla (lugar donde residió desde los 7 hasta los 18 años) a Madrid, se separa musicalmente hablando y sigue produciendo música con otras formaciones como The Revenant o Sykonexus. Como anécdota, cabe destacar que realizó música ex profeso para el CD que acompañaba la edición del libro "Encuentros" (Edaf, 2002) del periodista Iker Jiménez. Es, además, autor de la biografía autorizada del mentado Toni Peret.

## La Sombra del Espejo
La Sombra del Espejo fue un programa de radio español, de corte universitario, que abordó, de forma periodística y con formato monográfico, toda suerte de asuntos relacionados con el misterio y las más diversas temáticas heterodoxas. Se realizaron un total de 105 emisiones que rondaban los 60-70 minutos de duración (salvo en programas especiales) y que, divididas en cuatro temporadas, llegaron a emitirse desde su creación en enero de 2006 (en Radio Complutense) hasta su finalización en julio de 2009 (en Radio Azuqueca desde marzo de 2007).
Dirigido por el periodista David Cuevas y copresentado por el estudiante de psicología Víctor Ortega y el estudiante de historia Raúl Prudencio, este programa ofreció una visión objetiva y, en ocasiones, crítica, sobre toda clase de fenómenos extraños, conspiraciones, asuntos ufológicos, temática social e historia oculta; junto a expertos, divulgadores e investigadores de gran calado. El encargado de su página Web, Lasombradelespejo.com, fue el también estudiante de psicología Alberto Saudinós. Desde dicho portal, podían descargarse de forma directa todos los programas emitidos, dotados con buena calidad en formato mp3.
A lo largo de sus cuatro etapas, varios componentes puntuales ayudaron, de forma ocasional, en diferentes facetas de La Sombra del Espejo. En la 1.ª temporada, los periodistas Roberto Bello y Rodrigo Rosas se encargaron de la sección "El campus opina", en la que algunos miembros del programa se trasladaban a diferentes facultades para preguntar, a alumnos y profesores, sobre las temáticas monográficas que el formato iba abordando. Era, de esta forma, interesante conocer la opinión de, por ejemplo, catedráticos de Medicina sobre las experiencias cercanas a la muerte, o a los de Arquitectura sobre la siempre polémica construcción de las pirámides de Egipto, a los de Psicología sobre parapsicología, a los de Biología sobre criptozoología, a los de Matemáticas sobre las serendipias (sincronicidades) o a los de Ciencias Políticas sobre las teorías de conspiración post 11-S.
En la primera mitad de la 2.ª temporada, la estudiante de periodismo María Barbadillo (Mery) se encargó de la documentación y redacción del formato en ciertos menesteres. Raúl Prudencio se incorporó en la 3.ª temporada en sustitución de Víctor Ortega, que abandonó el programa para volver a incorporarse, ya junto a Raúl, en la siguiente temporada. Y por último, el informático Félix Armengol delegó, principalmente, en la redacción y locución de jingles, cuñas e intros, siendo la voz en off del programa desde sus inicios y abandonando el mismo a la mitad de su 4.ª (y última) temporada.
En 2010, La Sombra del Espejo fue galardonado como "Mejor programa de misterio" por Radio Edenex.

## Premios y reconocimientos
- Dimensión Límite fue galardonado en mayo de 2013 por el grupo SIPE de investigaciones parapsicológicas y exobiológicas, en "especial reconocimiento a su labor divulgativa".
- La Sombra del Espejo fue galardonado como "Mejor programa de misterio" por Radio Edenex.